# Anneliese Heard
Anneliese Heard (Swansea, 3 novembre 1981) è una triatleta britannica.

## Carriera
Si laureata campionessa del mondo di triathlon - categoria junior - ai mondiali di Montréal del 1999.
Ha vinto nuovamente i campionati del mondo di triathlon - categoria junior - ai mondiali di Perth del 2000.
Prima di laurearsi campionessa del mondo ha conseguito un 33º posto assoluto nella gara dei campionati del mondo di Losanna del 1998. Nello stesso anno è arrivata 4ª assoluta agli 
europei di Velden a meno di 15" dalla zona podio.
Nel 1999, anno in cui vince per la prima volta i mondiali, partecipa agli europei di Funchal classificandosi soltanto al 10º posto.
Nel 2000 partecipa per la prima volta ad una gara valida per i campionati europei prevista a Stein nella categoria Elite - arrivando 14º assoluta.
Nel 2001 continua a gareggiare nella categoria junior conseguendo un 9º posto agli europei di Karlovy Vary ed un 18º posto ai mondiali di Edmonton.
Dal 2002 comincerà a gareggiare nella categoria Elite. Agli europei di Gyor non va oltre un 20º posto assoluto. Fino al 2004 compreso i risultati di rilievo che ottiene solo un 4º posto assoluto nella gara di coppa Europa di Holten, un 2º posto nella gara di coppa Europa di Lough Neagh ed un 5º posto nella gara di coppa del mondo di Corner Brook.
Nel biennio successivo le performance non migliorano così tanto. Anneliese arriva 5º nella gara di coppa del mondo di Tiszaujvaros (2005), 7° a Mazatlan (2005) e 9° assoluta a Mooloolaba (2006).

### I Giochi del Commonwealth
Manchester 2002: Ai giochi del Commonwealth di Manchester si classifica tra le prime dieci (9° assoluta) con un tempo di 2:06:52. La vincitrice di giornata, la canadese Carol Montgomery taglia il traguardo in 2:03:17.
Melbourne 2006: Ai giochi del Commonwealth di Melbourne si classifica 11º assoluta con un tempo di 2:02:05. La vincitrice di giornata, l'australiana Emma Snowsill taglia il traguardo in 1:58:02.

## Titoli
- Campionessa del mondo di triathlon (Junior) - 1999, 2000